# Mary McGlinchey-gyilkosság
A Mary  McGlinchey gyilkosság 1987. január 31-én történt az írországi Dundalk városban. A nő az Ír Nemzeti Felszabadító Hadsereg (Irish National Liberation Army) korábbi tagja, egyben a szervezet vezetőjének felesége volt. A gyilkosokat nem sikerült elfogni.

## A gyilkosság
Mary McGlinchey (lánykori nevén Mary McNeill) 1975. július 5-én ment feleségül a Veszett Kutya gúnynevű radikális köztársaságpárti Dominic McGlinchey-hez. Három gyermekük született: Declan, Dominic és Mháire. Utóbbi  15 hónapos korában, agyhártyagyulladás következtében meghalt.
A gyilkosság napján, 1987. január 31-én Dominic McGlinchey börtönben volt. A nő egyedül volt otthon két gyermekével a Castle Road-i lakásukban. Az akkor 9 éves Dominic és a 11 esztendős Declan fürdött, amikor Dominic két férfit hallott belépni otthonukba a hátsó ajtón. Lekiáltott anyjának, aki felfutott a lépcsőn az emeletre, és megpróbálta elbarikádozni magát a fürdőszobában. Mary McGlinchey könyörgött a férfiaknak, hogy ne lőjék le, de a gyerekek előtt hétszer meglőtték. A lövedékek közül kettő a fejét találta el.
A hatóságok senkit nem vádoltak meg a gyilkossággal. Különböző elképzelések keringtek arról, hogy kik ölhették meg Dominic McGlinchey feleségét. Voltak, akik a London-párti radikálisokra, mások a köztársaságpártiakra gyanakodtak, de felmerült a biztonsági szolgálatok esetleges bűnössége is.